# Le Plessis-Feu-Aussoux
Le Plessis-Feu-Aussoux és un municipi francès, situat al departament de Sena i Marne i a la regió de Illa de França. L'any 2007 tenia 522 habitants.
Forma part del cantó de Fontenay-Trésigny, del districte de Provins i de la Comunitat de comunes de Val Briard.

## Demografia

### Població
El 2007 la població de fet de Le Plessis-Feu-Aussoux era de 522 persones. Hi havia 168 famílies, de les quals 16 eren unipersonals (8 homes vivint sols i 8 dones vivint soles), 52 parelles sense fills, 88 parelles amb fills i 12 famílies monoparentals amb fills.
La població ha evolucionat segons el següent gràfic:
Habitants censats

### Habitatges
El 2007 hi havia 185 habitatges, 170 eren l'habitatge principal de la família, 9 eren segones residències i 6 estaven desocupats. 179 eren cases i 6 eren apartaments. Dels 170 habitatges principals, 157 estaven ocupats pels seus propietaris, 11 estaven llogats i ocupats pels llogaters i 2 estaven cedits a títol gratuït; 4 tenien dues cambres, 9 en tenien tres, 34 en tenien quatre i 123 en tenien cinc o més. 146 habitatges disposaven pel capbaix d'una plaça de pàrquing. A 57 habitatges hi havia un automòbil i a 109 n'hi havia dos o més.

### Piràmide de població
La piràmide de població per edats i sexe el 2009 era:
| Homes | Edats   | Dones |
| ----- | ------- | ----- |
| 0     | 95 o +  | 0     |
| 0     | 90 a 94 | 0     |
| 0     | 85 a 89 | 4     |
| 0     | 80 a 84 | 0     |
| 4     | 75 a 79 | 4     |
| 0     | 70 a 74 | 0     |
| 8     | 65 a 69 | 4     |
| 4     | 60 a 64 | 12    |
| 4     | 55 a 59 | 8     |
| 24    | 50 a 54 | 12    |
| 20    | 45 a 49 | 24    |
| 12    | 40 a 44 | 8     |
| 20    | 35 a 39 | 8     |
| 16    | 30 a 34 | 16    |
| 4     | 25 a 29 | 8     |
| 12    | 20 a 24 | 20    |
| 12    | 15 a 19 | 24    |
| 20    | 10 a 14 | 12    |
| 16    | 5 a 9   | 8     |
| 8     | 0 a 4   | 12    |

## Economia
El 2007 la població en edat de treballar era de 355 persones, 272 eren actives i 83 eren inactives. De les 272 persones actives 253 estaven ocupades (143 homes i 110 dones) i 19 estaven aturades (7 homes i 12 dones). De les 83 persones inactives 26 estaven jubilades, 31 estaven estudiant i 26 estaven classificades com a «altres inactius».

### Ingressos
El 2009 a Le Plessis-Feu-Aussoux hi havia 168 unitats fiscals que integraven 526 persones, la mediana anual d'ingressos fiscals per persona era de 22.914 €.

### Activitats econòmiques
Dels 21 establiments que hi havia el 2007, 1 era d'una empresa de fabricació d'altres productes industrials, 6 d'empreses de construcció, 9 d'empreses de comerç i reparació d'automòbils, 2 d'empreses de transport i 3 d'empreses de serveis.
Dels 9 establiments de servei als particulars que hi havia el 2009, 2 eren tallers de reparació d'automòbils i de material agrícola, 1 paleta, 2 fusteries, 3 lampisteries i 1 electricista.
L'únic establiment comercial que hi havia el 2009 era una botiga d'equipament de la llar.

## Equipaments sanitaris i escolars
El 2009 hi havia una escola elemental integrada dins d'un grup escolar amb les comunes properes formant una escola dispersa.

## Poblacions més properes
El següent diagrama mostra les poblacions més properes.